# Peter Lakenmacher
Peter Lakenmacher (* 27. September 1942 in Bremen) ist ein deutscher Schauspieler,   Hörspiel- und Synchronsprecher.
Peter Lakenmacher wurde in den 1970er Jahren durch die Krimiserie Sonderdezernat K1 bekannt, in der er eine der Hauptrollen spielte. In den 1980er Jahren war er Gastschauspieler in vielen Fernsehserien.
Seine Stimme kennen viele Hörspielfans noch aus der Europa-Serie Dämonenkiller, in der er den Hauptdarsteller Dorian Hunter sprach. Auch in den Serien Masters of the Universe und Perry Rhodan, ebenfalls beide von Europa, wirkte Lakenmacher mit. Er gab Lee Majors in der Fernsehserie Der Sechs-Millionen-Dollar-Mann seine deutsche Stimme.

## Filmografie
- 1965: Ein Tag – Bericht aus einem deutschen Konzentrationslager 1939
- 1972–1977: Sonderdezernat K1 (18 Folgen)
- 1974: Tatort – Nachtfrost
- 1975: Comenius
- 1976: Schaurige Geschichten – Taxi nach Hamburg (Fernsehreihe)
- 1978: Dr. Katzenbergers Badereise
- 1978–1979: Kläger und Beklagte
- 1979: Jauche und Levkojen
- 1983: Tatort – Mord ist kein Geschäft
- 1986: Ein Fall für zwei: Todestag
- 1987: Das Erbe der Guldenburgs
- 1987: Tatort – Voll auf Haß
- 1987: Tatort – Eine Million Mäuse
- 1987: Ein Fall für TKKG
- 1988: Oh Gott, Herr Pfarrer
- 1989: Traffik
- 1992: Das Nest
- 1999: Großstadtrevier